# 섬서구메뚜기과
섬서구메뚜기과(Pyrgomorphidae)는 메뚜기아목에 속하는 과이다. 한국에는 섬서구메뚜기와 분홍날개섬서구메뚜기 두 종만이 알려져 있으며, 해외종 중에서는 유독성의 거품을 내뿜는 종류도 있다.

## 하위 아과
- Orthacridinae
- 섬서구메뚜기아과(Pyrgomorphinae)

## 사진

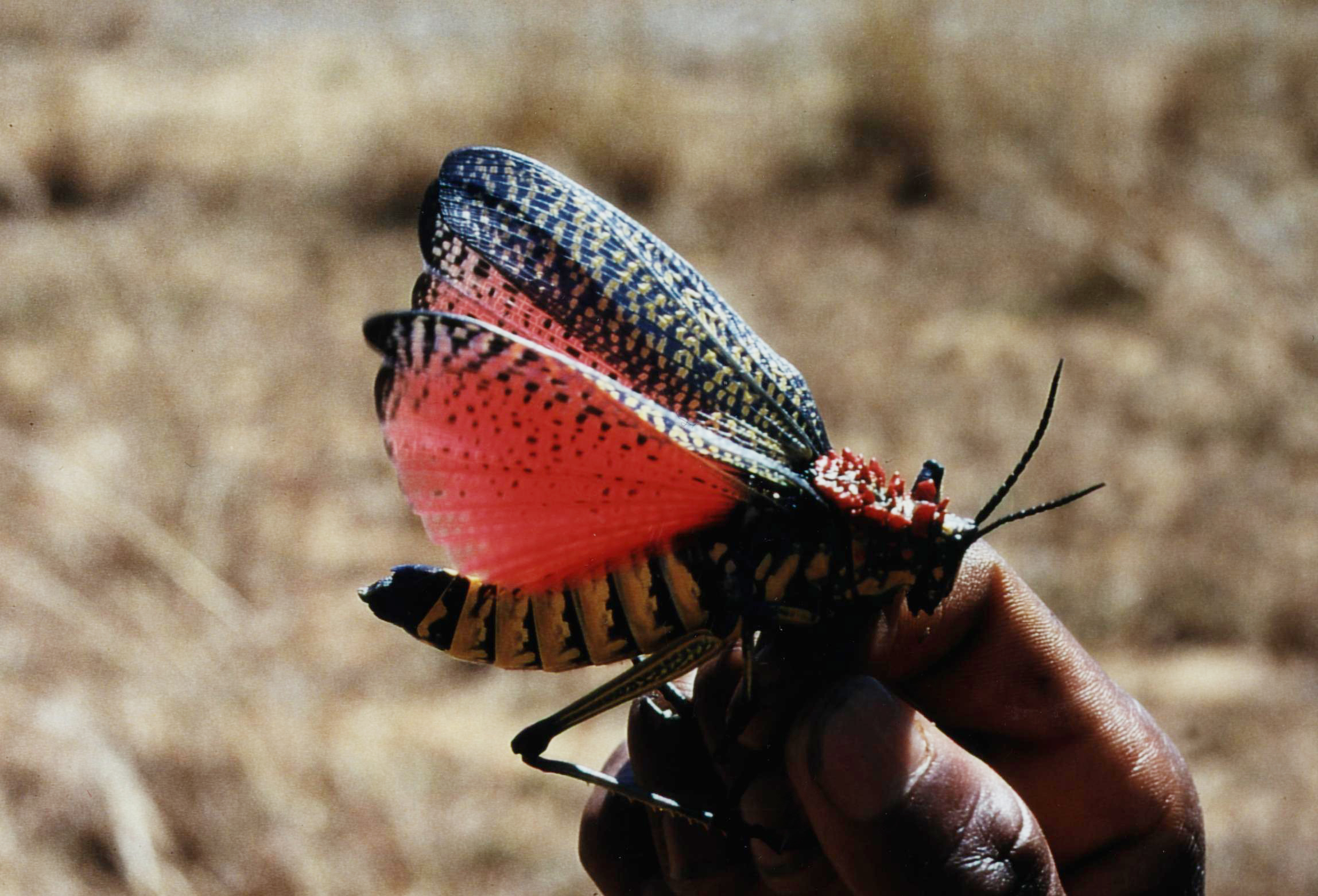
Phymateus saxosus 의 위협.
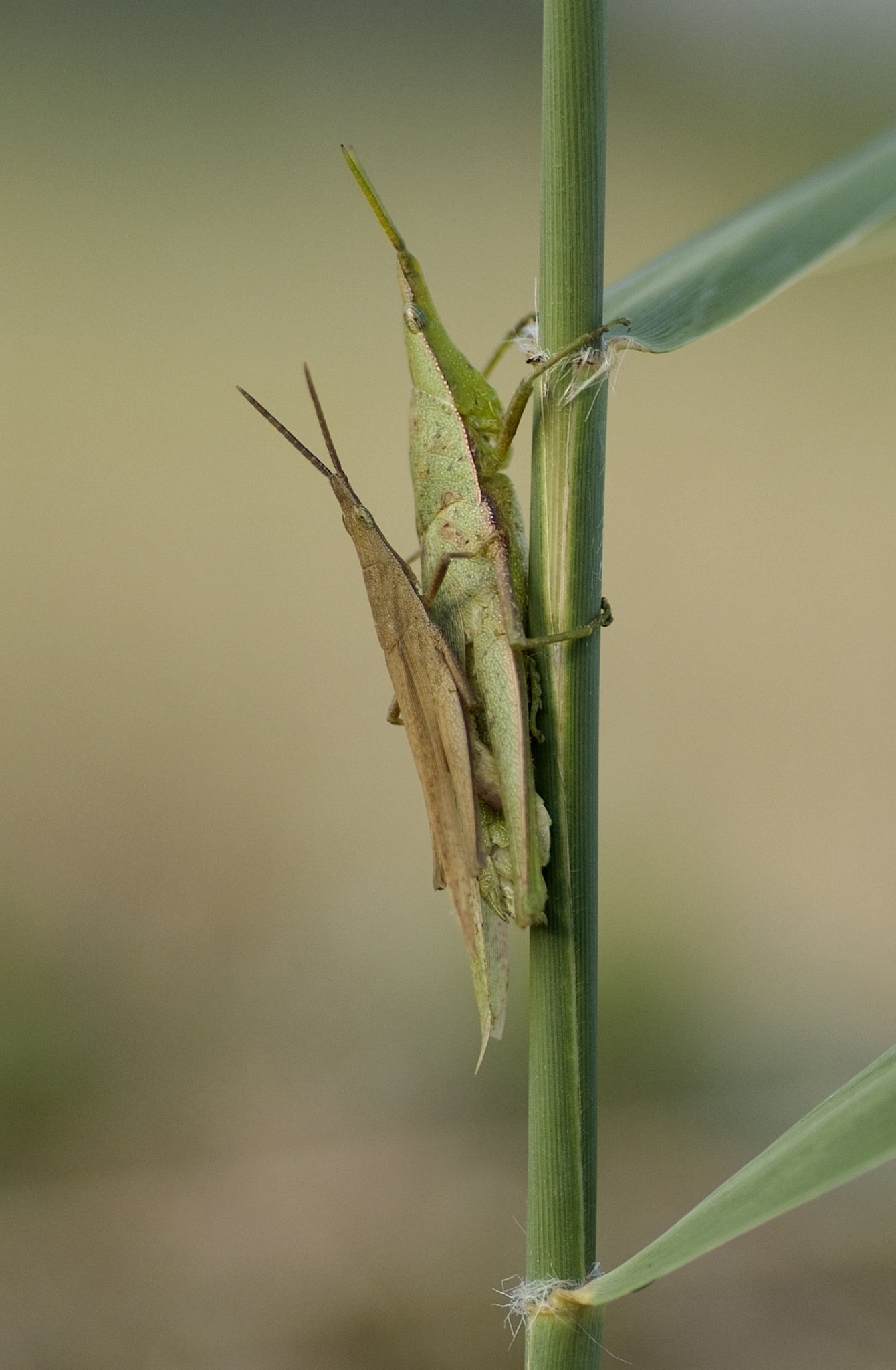
섬서구메뚜기의 짝짓기.
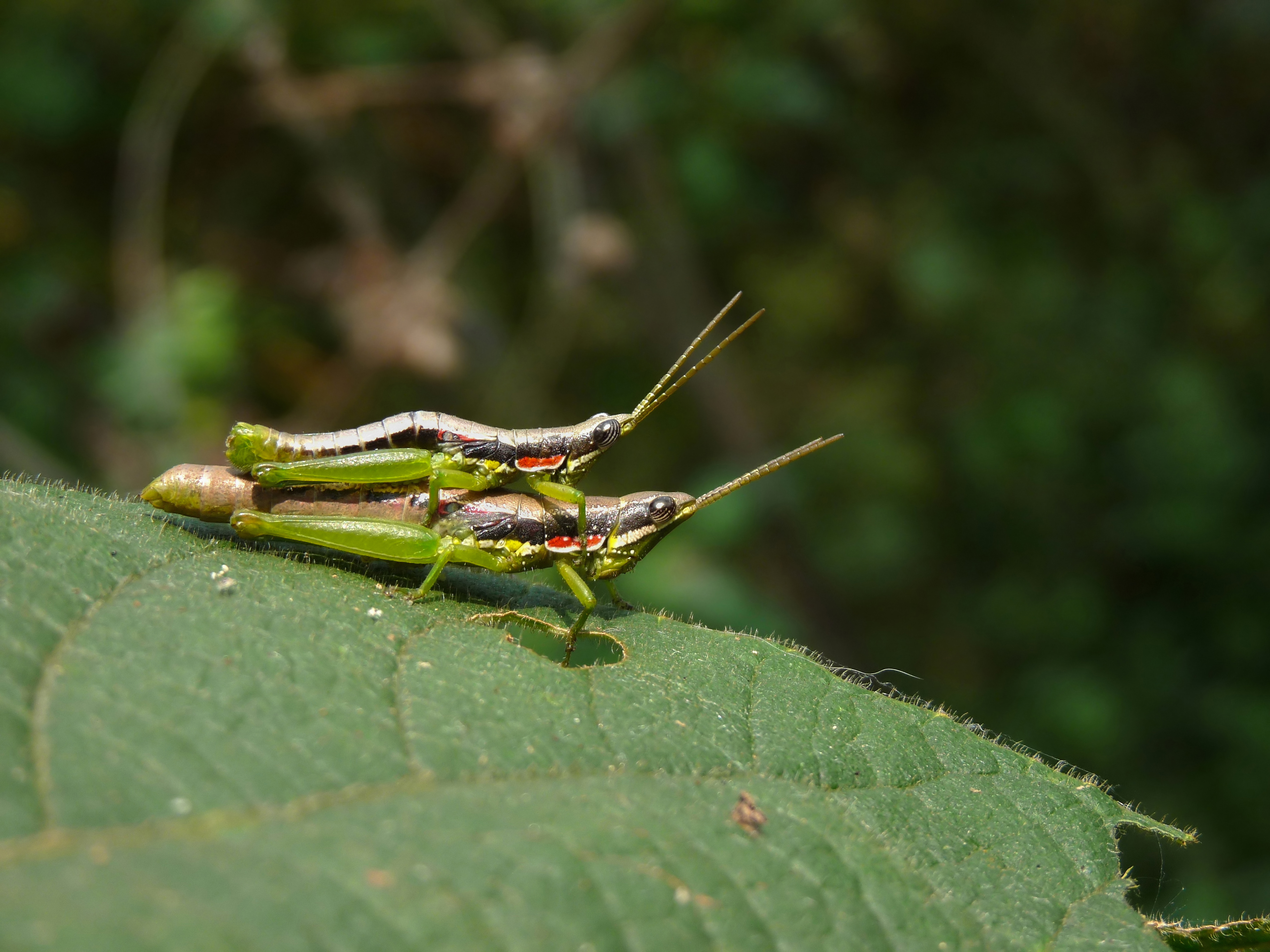
Neorthacris simulans. 인도